# Wilhelm Broman
Johan Wilhelm Broman (i riksdagen kallad Broman i Stockholm), född 28 februari 1859 i Stockholm, död 5 oktober 1933 i Engelbrekts församling, var en svensk direktör och politiker. Han var ledamot av riksdagens första kammare 1918–191 och tillhörde Första kammarens nationella parti.